# Senhor Prokhartchin
Senhor Prokhartchin (em russo: Господин Прохарчин, Gospodin Prokharchin) é um conto escrito em 1846 por Fiódor Dostoiévski e publicado pela primeira vez no jornal russo Otetchestvennye Zapiski.
Inspirado por uma história real, o livro retrata a vida miserável do protagonista, Sr. Prokharchin. Ele parece ser extremamente pobre, comendo refeições frugais e dormindo em um colchão diretamente no chão. A senhoria e os outros inquilinos sentem pena dele. Quando ele morre, eles descobrem que o homem era de fato rico e vivia assim voluntariamente. Uma grande quantia de dinheiro foi encontrada escondida dentro de seu colchão.

Numa revisão do conto, Lantz comenta que "'Sr. Prokharchin', sonha sonhos, nos quais o acúmulo de dinheiro figura proeminentemente, expressa sua ansiedade sobre seu senso de identidade e sua culpa pelo egoísmo que o isolou dos outros seres humanos." Vissarion Belinski sentiu que é "afetado, maniéré e incompreensível".